# Comuna Natalivka, Solone
Natalivka (în ucraineană Наталівка) este o comună în raionul Solone, regiunea Dnipropetrovsk, Ucraina, formată din satele Barvinok, Hîjîne, Natalivka (reședința) și Nezabudîne.

## Demografie
Componența lingvistică a satului Natalivka
     Ucraineană (95,28%)
     Rusă (2,73%)
     Română (1,26%)
     Alte limbi (0,52%)
Conform recensământului din 2001, majoritatea populației satului Natalivka era vorbitoare de ucraineană (95,28%), existând în minoritate și vorbitori de rusă (2,73%) și română (1,26%).